# Піттодрі (стадіон)
«Піттодрі» (англ. Pittodrie Stadium) — футбольний стадіон в Абердині, Шотландія, домашня арена ФК «Абердин».

## Історія
Стадіон побудований та відкритий у 1899 році. У 1993 році був реконструйований. Стадіон приймає матчі збірної Шотландії з футболу.
Арена відома тим, що саме тут у 1920-их роках вперше в історії з'явилися лави запасних з накриттям. Тодішньому тренеру «Абердина» Дональду Колмену хотілося мати облаштоване місце, щоб робити нотатки та спостерігати за своїми гравцями (особливо за їхніми ногами, отже причина, чому ці накриття були встановлені частково нижче рівня поля), не підіймаючись на трибуну. Фактично, це стало початком визначення технічних зон, у яких перебувають тренери та запасні гравці.